# اچ‌ام‌اس نانی کاسل (کی۴۴۶)
اچ‌ام‌اس نانی کاسل (کی۴۴۶) (به انگلیسی: HMS Nunney Castle (K446)) یک کشتی است که طول آن ۲۵۲ فوت (۷۷ متر) می‌باشد.